# Luttrell
Luttrell – miasto w Stanach Zjednoczonych, w stanie Tennessee, w hrabstwie Union.